# Маєвська Мечислава Здиславівна
Маєвська Мечислава Здиславівна (25 грудня 1904, Варшава — 12 жовтня 1975, Київ) — українська кінорежисерка.

## Життєпис
Народилася в родині викладача. Закінчила операторське відділення Одеського державного технікуму кінематографії (1927).
Працювала на Одеській кінофабриці ВУФКУ (1927—1940), де створила у співавторстві з О. Маслюковим стрічки — «Донька партизана» (1935), «Карл Бруннер» (1936), «Митько Лелюк» (1938); на Ташкентській студії художніх фільмів (1941—1947), потім на «Союздитфільмі» (1947—1952).
В 1952—1962 рр. — режисерка Київської студії художніх фільмів. Поставила кінокартини: «Педагогічна поема» (1956), «Партизанська іскра» (1958, Диплом І Всесоюзного кінофестивалю 1958 р. у Москві), «Військова таємниця» (1959), «З днем народження» (1962).
Була членкинею Спілки кінематографістів України.